# バルティスカヤ原子力発電所
バルティスカヤ原子力発電所（ロシア語: Балтийская атомная электростанция）はロシアのカリーニングラード州ネマン南東13kmに建設中の原子力発電所。一般的にカリーニングラード原発（ロシア語: Калининградская АЭС）としても知られる。これはリトアニアのヴィサギナス原子力発電所やポーランドのジャルノビエツ原子力発電所の建設計画のカウンタープロジェクトと見られており、エネルギー面だけでなく地政学的な計画とも見られている。

## 経緯
原子力発電所は天然ガス発電に置き換えるカリーニングラード州の安定した電力供給源と予見されている。「目下エネルギーをNATO諸国から輸入しているため」カリーニングラード州がこの発電所を必要とすると述べられている。余剰電力はEUへ売却することが計画されている。
ロスアトムの副ジェネラル・ディレクターのセルゲイ・ボイアルキン (Sergey Boyarkin) によれば、1号機はカリーニングラード州の需要を満たし、2号機が発電した電気が販売される予定である。電力の輸出先はリトアニア、ポーランド、ドイツなどの名前が挙げられている。
セルゲイ・ボイアルキンはリトアニアのイグナリナ原子力発電所の停止と環境規制の準拠のためのポーランドの石炭火力発電所の廃止計画によって、2015年ごろまでバルト地域はエネルギー危機に直面しているとしており、また、バルト諸国がロシアの電力網から非同期化し欧州大陸同期送電網（ENTSO-E送電網）に参加した場合カリーニングラード州はロシア本土の電力供給から孤立するとしている。さらに、彼はカリーニングラード州にベラルーシやリトアニアを通して電力を送るスモレンスク原発からの電力送電の信頼性の欠如や技術的な問題について述べている。
一方、この計画はリトアニアのヴィサギナス原発のカウンタープロジェクトとも見られている。ロシアはリトアニアが国内に原子力発電所を建設するのではなく、バルティスカヤ原発に参加するように促している。

## 歴史
建設枠組み合意は2008年4月16日にロスアトム代表取締役社長セルゲイ・キリエンコとカリーニングラード州知事ゲオルギー・ボースの間で調印された。当時ロシア首相であったウラジーミル・プーチンは2009年9月、2300MWの発電所の建設命令に調印した。建設地の準備作業は2010年2月25日から始まり、同日に最初の石を置く祝典が行われた。。建設開始は2011年4月が見込まれていたが、2012年2月まで遅れることとなった。1号機の公式な建設開始は福島第一原子力発電所事故以来最初の原発建設開始であった。

## 技術特徴
バルティスカヤ原発はAES-2006標準設計構成のVVER-1200/491を2基建設する予定で、原子炉はそれぞれが1150MWeの出力で、アトムストロイエクスポルトが提供する。
1号機は建設が2010年に始まり2017年からの運用が計画されており、2号機は2012年から建設が始まり2018年に完成する予定であった。費用は68億ユーロ（約88億米ドル）が見積もられており、設計は2009年の末に完成した。2基の原子炉は将来的にカリーニングラードとバルト地域全域の経済発展を増加させるとしている。

## 計画設計
計画はロスアトムの子会社であるInter RAO UESによって開発された。ロスアトムによれば、計画の株式の49%は欧州の企業に提供される。これは外国参加で行われるロシア初の原子力発電所である。 計画に参加する企業はまだ決まっていないが、チェコ電力グループ、エネル、イベルドローラなどが興味を示しているとされる。

## 原子炉
以下の2機が計画されている。
| 原子炉名           | 原子炉形式    | 正味発電量 | 総発電量 | 建設開始      | 商業運転 | 停止 |
| ------------------ | ------------- | ---------- | -------- | ------------- | -------- | ---- |
| 1号機 (Baltiisk 1) | VVER-1200/491 | 1082 MW    | 1170 MW  | 2012年2月22日 | (2017年) | -    |
| 2号機 (Baltiisk 2) | VVER-1200/491 | 1082 MW    | 1170 MW  | (2012年)      | (2018年) | -    |